# Обська губа
Обська губа — велика бухта Північного Льодовитого океану на Півночі Росії, в гирлі річки Об.
Найдовший естуарій у світі.
Затока впадає в Карське море між Ямальським і Гиданським півостровами. Має близько 1000 км завдовжки і варіюється від 50 км до 80 км завширшки, прямує з півночі на південь. Порівняно мілководна, із середньою глибиною 10—12 м, що обмежує перевезення важких вантажів морським транспортом. У східній частині затоки від неї відгалужується Тазівська губа, в яку впадає річка Таз.

## Острови
Є кілька островів у гирлі Обі, на початку губи (Халей). Усі ці острови знаходяться неподалік від берега, і вони, як правило, плоскі й низькі. Мають захист водно-болотних угідь Рамсарською конвенцією. Далі на північ, за винятком декількох островів, розташованих близько до берега, як Халевіго і Нявіго Обська губа вільна від островів до злиття з Карським морем.

## Економічне значення
Дуже великі родовища газу і нафти були виявлені в цьому регіоні: Північно-Кам'яномиське газоконденсатне родовище, Кам'яномиське-море газове родовище. Видобуті нафта й газ транспортуються на південь трубопроводом та залізничним транспортом. Ямбурзьке нафтогазоконденсатне родовище в 2001 р. було визнано одним із найбільших у світі. Воно знаходиться між південною частиною затоки та Тазівською губою на сході.